# Bic Cristal

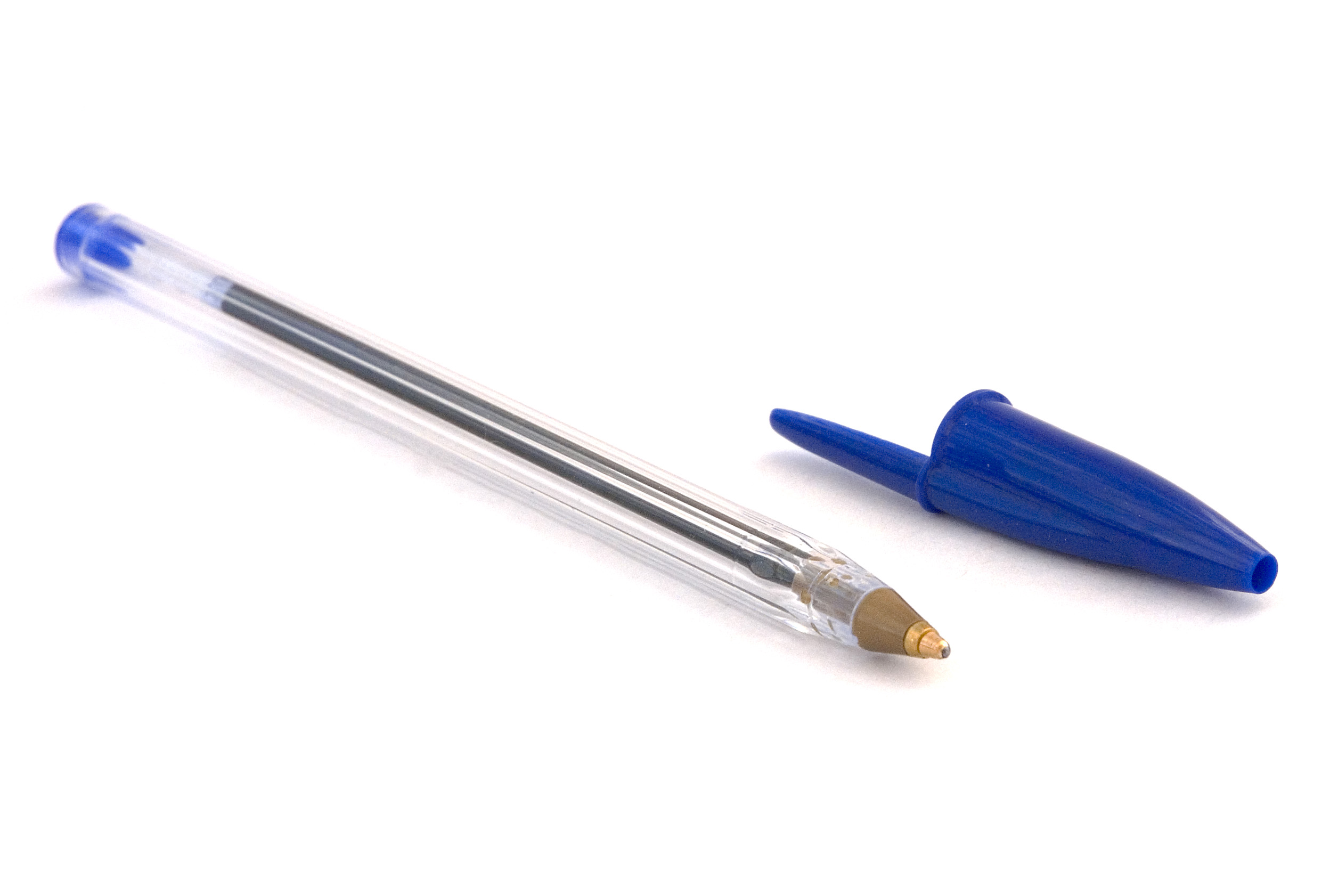
Uma típica caneta bic azul.

A BIC Cristal (estilizada como BiC Cristal e também conhecida como Bic Biro) é uma caneta esferográfica de baixo custo, produzida em larga escala e vendida pela Société Bic, com sede em Clichy, Hauts-de-Seine, na França.  Lançada em 1950, é a caneta mais vendida do mundo, tendo atingido a marca de cem bilhões de unidades vendidas em setembro de 2006. Ela se tornou o modelo clássico de caneta esferográfica e é considerada onipresente, a ponto de o Museu de Arte Moderna (MoMA) incluí-la permanentemente em sua coleção. Seu formato hexagonal e design imitam um lápis padrão, e ela é comercializada em seis tipos de ponta e 18 cores ao redor do mundo.
Foi projetada pela equipe do Décolletage Plastique e é feita de poliestireno (corpo), de polipropileno (tampa), de carboneto de tungstênio (esfera) e de bronze/prata niquelada (ponta). Originalmente tinha quatro cores padrão: azul, preto, vermelho e verde e posteriormente foi expandido para 14 cores. O tamanho do ponto de uma caneta de ponta média é um milímetro, enquanto que a duração de sua tinta dura 2 quilômetros.

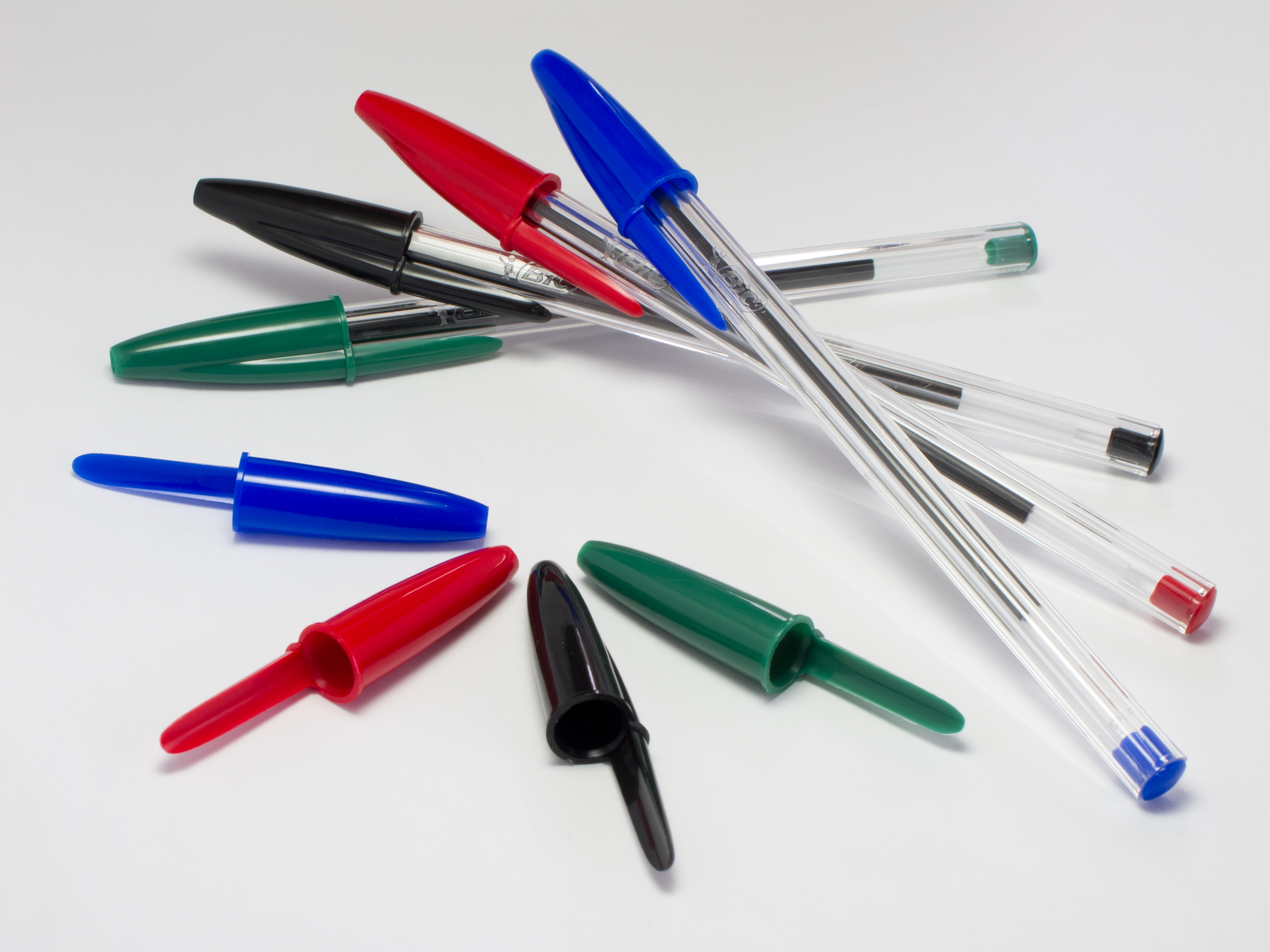
Canetas de diversas cores Bic Cristal.

Ao passar dos anos, a caneta ganhou várias variações como uma versão em miniatura, 7 variações de pontas que vão da ultrafina, cuja ponta tem 0,7 milímetros até a Cristal Bold, cuja ponta chega a 1,6 milímetros, além de uma variação com tinta com várias essências e também edições temáticas e limitadas. Desde 1991 há um pequeno orifício na ponta da tampa da caneta para que no caso de uma ingestão acidental, a tampa não sufoque a vítima, permitindo a passagem de ar.
Para muitos no mundo ocidental é o padrão da caneta esferográfica. As pessoas chamavam de simplesmente uma caneta de Biro. Marcel Bich fixou os direitos de autor à caneta esferográfica, inventada por László Biró em 1950. Ele escolhera Bic como nome como uma variação mais curta de seu próprio nome porque temeu que os norte-americanos pudessem desmoralizar com o palavrão Bitch (vadia, em inglês). Com o tempo, o que até então era considerado um produto descartável, se tornou um clássico do design industrial. A simplicidade da forma e do material, sua funcionalidade e a confiabilidade, ajudaram-lhe conseguir seu status clássico.
A caneta Bic Cristal faz parte da coleção permanente do MoMa, museu da arte moderna de Nova Iorque.